# 시편집

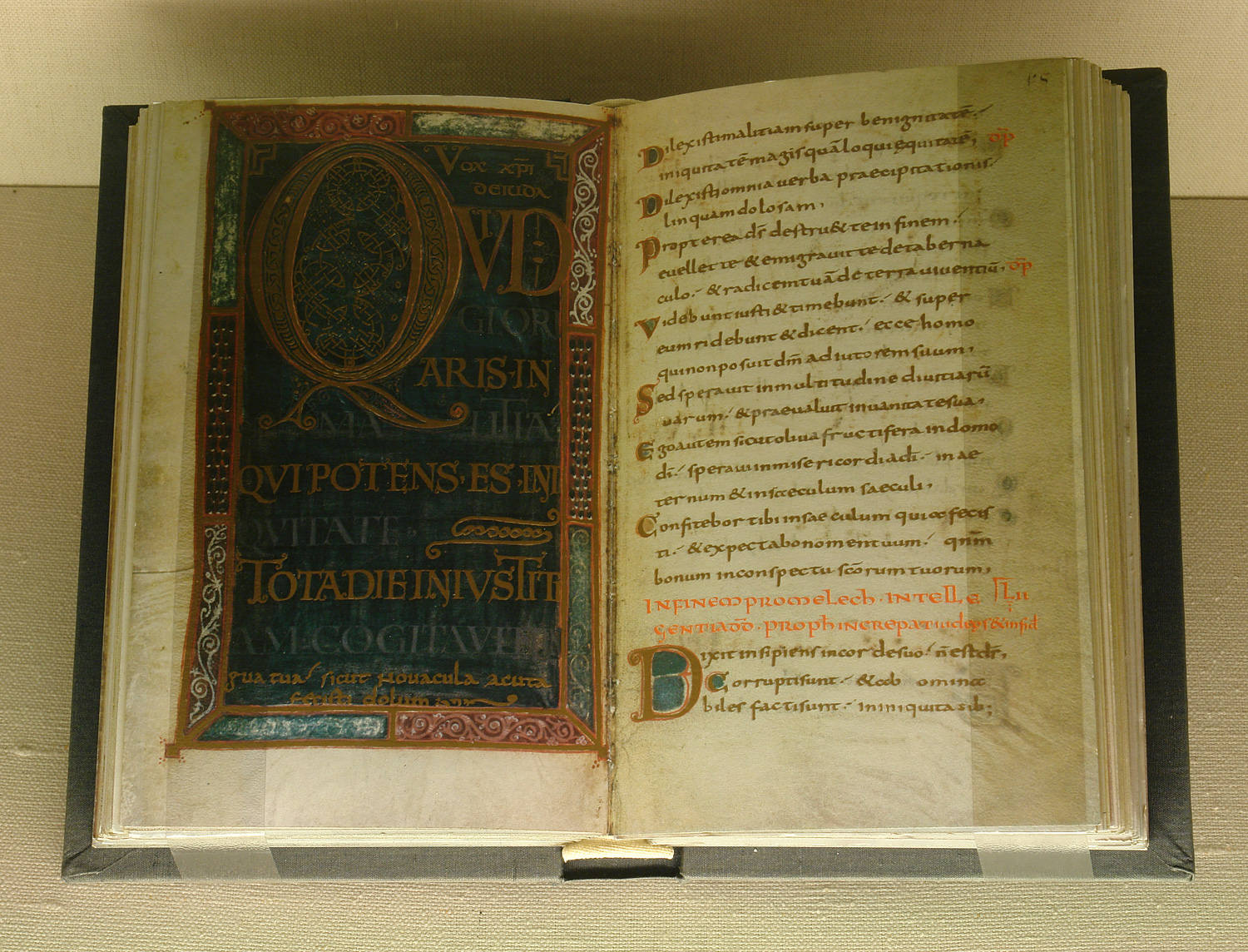

시편집(psalter)은 시편을 담은 책으로, 전례력이나 성인 연보와 같은 다른 신앙 관련 자료도 함께 제본된 경우가 많다. 중세 후기에 시간경이 등장하기 전까지 시편집은 부유한 평신도들이 가장 많이 소유했던 책이었다. 시편집은 독서를 배우는 데 널리 사용되었다. 많은 시편집이 화려하게 채색되었으며, 중세 서적 예술의 현존하는 가장 화려한 작품들을 포함하고 있다.
영어 용어(고대 영어 psaltere, saltere)는 교회 라틴어에서 유래했다. 어원은 라틴어로 'psalterium'인데, 이는 단순히 시편의 이름이다(세속 라틴어로는 현악기를 뜻하는 고대 그리스어 ψαλτήριον psalterion에서 유래). 시편에는 로마 가톨릭 교회의 성무일도(Divine Office)의 대부분이 담겨 있다. 이와 관련된 다른 책으로는 성서정과(Lectionary), 반송일과(Antiphonary), 그리고 성가집(Hymnary)이 있다. 후기 현대 영어에서 '시편집'은 시편(성경의 한 책의 본문)을 지칭하는 데 더 이상 사용되지 않으며, 주로 이 본문을 담고 있는 전용 서적들을 지칭한다.

## 같이 보기
- 시편
- 베이 시편집

## 출전
- Annie Sutherland, English Psalms in the Middle Ages, 1300–1450, Oxford: Oxford University Press, 2015.